# 591

## Nașteri
- dată necunoscută: Cadwallon ap Cadfan  (d. 634)
- dată necunoscută: Gundeberga  (d. ?)

## Decese
- dată necunoscută: Garibald I de Bavaria  (n. ?)
- dată necunoscută: Zotto  (n. ?)